# Norman Whiteside
Norman Whiteside, född 7 maj 1965 i Belfast, Nordirland, är en nordirländsk före detta fotbollsspelare. 
Norman Whiteside växte upp i Belfast. Som ung blev han värvad till Manchester United tack vare Uniteds scout Bob Bishop som också tagit George Best till United. Han blev den yngste spelaren i United sedan Duncan Edward när han debuterade 24 april 1982 mot Brighton.
Han spelade året efter både FA-cupfinalen och finalen i Engelska ligacupen. United förlorade ligacupfinalen mot Liverpool med 1-2 där Whiteside gjorde Uniteds mål, men vann efter omspel FA-cupfinalen mot Brighton med 4-0 och ett mål av Whiteside. Därmed blev han tidernas yngsta målgörare i en FA-cupfinal. Detta rekord stod sig till 2005.
År 1985 spelade United FA-cupfinal mot Everton. Matchen slutade 0–0 och förlängning väntade. Uniteds Kevin Moran blev utvisad och United spelade med tio man. Tjugo minuter in i förlängningen sköt Whiteside segermålet då han löpte igenom högersidan och sköt ett skott från 20 meter i mål och United tog hem titeln.
Med tiden fick han svårt att platsa i laget och hölls ibland ifrån det. När Alex Ferguson tog över United och påbörjade en generationsväxling fick Whiteside ännu svårare. Han fick också alkoholproblem, vilket Ferguson inte hade lika mycket överseende med som den föregående managern Ron Atkinson. Ferguson sålde Whiteside till Everton FC 1989, något som många av Manchester Uniteds fans ogillade.
Whiteside fick en bra start i Everton, men fick sedan knäproblem och genomgick 13 operationer. Han kämpade för att komma tillbaka, men 1990, när Whiteside var 26 år gammal, fastslog hans läkare att det vore omöjligt för honom att fortsätta spela.
År 1982 slog Whiteside Pelés rekord som yngste VM-spelare I fotbolls-VM 1982 i Spanien, då var han 17 år och en månad.
Han var i startelvan i alla matcherna, inklusive 1–0-segern mot Spanien. Hans internationella debut kom mot Jugoslavien i samma VM, där han fick ett gult kort i andra halvlek.
Han var också med i fotbolls-VM 1986 i Mexiko. Han gjorde Nordirlands enda mål i 1–1-matchen mot Algeriet, men efter två raka förluster och åkte Nordirland ur.

## Meriter
- 273 A-lagsmatcher och 66 mål (Manchester United och Everton)
- FA-cupen 1983 och 1985
- 38 A-landskamper och nio mål för Nordirland
- Fotbolls-VM 1982 och 1986.